# 札幌焼

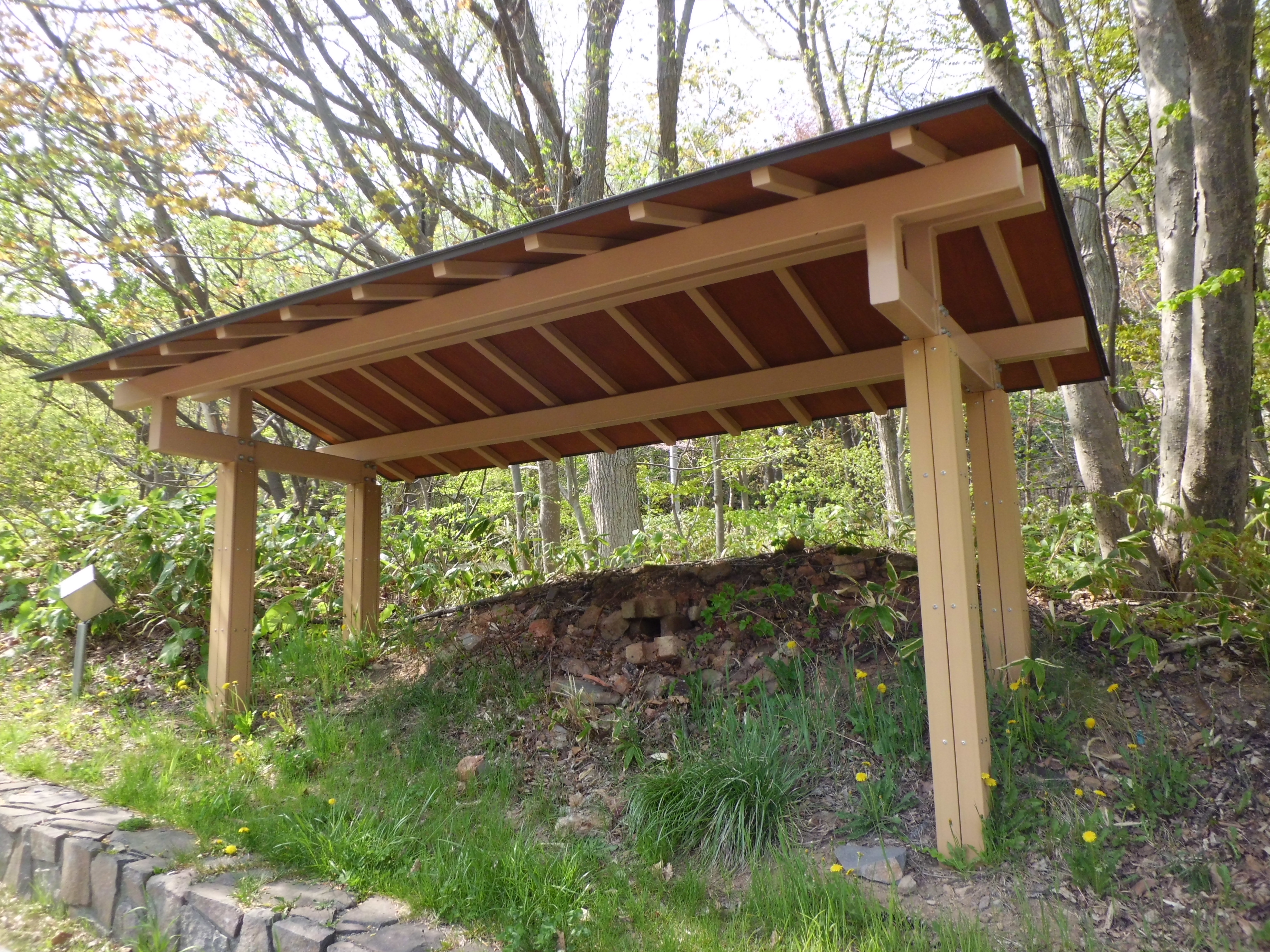
札幌焼窯跡

札幌焼（さっぽろやき）は、かつて札幌市で生産されていた陶器。

## 概要
札幌で陶器を焼こうとする動きは明治の末ごろからあり、1899年（明治32年）には蝦夷陶器合資会社が設立し、1903年（明治36年）には北海道耐火煉瓦合名会社が本店を置いている。
大正時代に入ると、1914年（大正3年）に札幌陶器製造株式会社が設立したが、翌1915年（大正4年）に中井賢治郎によって買収され、中井陶器工場となった。当時、狸小路には南部忠平の父・源蔵が当主を務める三国屋南部源蔵商店があり、中井はその支配人の地位にあった。中井が源蔵の後ろ盾を得て陶器工場を始めたのは、酒類を扱う三国屋にとっての必需品である徳利、甕、茶器などを生産するためだった。
こうして始まった札幌焼の歴史は、長くは続かなかった。大正の末ごろ、1923年（大正12年）に三国屋が倒産すると、後ろ盾を失った中井陶器工場は1924年に家族出資による「中井合名会社」に改組し存続を図るも1925年（大正14年）10月に操業を停止した。

## 廃絶後
中井陶器工場の閉鎖から40年以上が経過するうちに札幌焼の存在は忘れられていったが、旭山記念公園の道路や駐車場を造成中に煉瓦製の登り窯が発掘され、再び陽の目を見ることとなった。焼窯跡はさっぽろ・ふるさと文化百選のNo.048として選定されている。
戦後は中井陶器工場の中心的陶工だった涌井広三の甥である涌井辰雄が道立工業試験場で陶器の研究を行い、定年退職後の1977年には「北辰窯」を開設し工業試験場での北海道の地場産陶器の研究資料も活かし札幌焼を復活。
1982年の涌井辰雄の死後には親交のあった阿妻一直が札幌焼を受け継ぎ、「札幌焼盤渓窯」として作品制作を行っている。引き継ぎについては涌井辰夫と関係のあった陶芸家・山岡三秋に弟子入りした阿妻一直が涌井辰夫の死後に妻の涌井武子に相談に訪れて、阿妻が後世に札幌の焼物として札幌焼を受け継ぎ後世に伝えて欲しいと託される経緯となっている。